# Noshiro (tàu tuần dương Nhật)
Noshiro (tiếng Nhật: 能代) là một tàu tuần dương hạng nhẹ thuộc lớp Agano đã phục vụ cùng Hải quân Đế quốc Nhật Bản trong Chiến tranh Thế giới thứ hai. Nó bị máy bay Mỹ đánh chìm ngày 26 tháng 10 năm 1944 về phía Nam Mindoro trong vùng biển Sulu

## Thiết kế và chế tạo
Noshiro là chiếc thứ hai trong lớp tàu tuần dương hạng nhẹ Agano. Lớp tàu này được thiết kế như những con tàu nhanh nhẹn với vỏ giáp mỏng để chỉ huy hải đội tàu khu trục hay tàu ngầm, và được dự định để thay thế cho các lớp tàu tuần dương hạng nhẹ cũ được chế tạo sau khi Chiến tranh Thế giới thứ nhất kết thúc.
Noshiro được đặt lườn vào ngày 4 tháng 9 năm 1941, được hạ thủy vào ngày 19 tháng 7 năm 1942 và được đưa ra hoạt động không đầy một năm sau đó vào ngày 30 tháng 6 năm 1943 tại xưởng hải quân Yokosuka.

## Lịch sử hoạt động

### Các hoạt động ban đầu
Sau khi hoàn tất, thoạt tiên Noshiro được phân về Hạm đội 1 Nhật Bản, rồi đến ngày 15 tháng 8 năm 1943, nó được tái bố trí về Hạm đội 2 Nhật Bản dưới quyền Phó Đô đốc Takeo Kurita, đảm trách vai trò soái hạm của Hải đội Khu trục 2, thay thế cho tàu tuần dương Jintsu, vốn đã bị đánh chìm một tháng trước đó trong trận Kolombangara.

### Các trận đánh quần đảo Gilbert và quần đảo Solomon
Ngày 18 tháng 9 năm 1943, phản ứng lại cuộc không kích xuống Tarawa do các tàu sân bay Mỹ Lexington, Princeton và Belleau Wood thực hiện, Hạm đội Liên Hợp lên đường hướng đến Eniwetok với một lực lượng hùng hậu nhưng đã không bắt gặp được đối phương và phải quay về Truk thuộc quần đảo Caroline. Tương tự, từ ngày 17 đến ngày 26 tháng 10 năm 1943, Hạm đội Liên Hợp cũng không tìm thấy Lực lượng Đặc nhiệm 15 sau khi chúng ném bom đảo Wake.
Ngày 1 tháng 11 năm 1943, lực lượng Mỹ tiến hành Chiến dịch Shoestring nhằm tái chiếm đảo Bougainville thuộc quần đảo Solomon. Một ngày sau Trận chiến vịnh Nữ hoàng Augusta (2 tháng 11 năm 1943), Noshiro rời Truk cùng các tàu tuần dương Atago, Takao và Maya thuộc Hải đội Tuần dương 4, Suzuya và Mogami của Hải đội 7, Chikuma thuộc Hải đội 8 cùng bốn tàu khu trục, và đi đến Rabaul vào ngày 5 tháng 11 năm 1943. Trong khi được tiếp nhiên liệu tại cảng Simpson Harbor từ tàu chở dầu Kokuyo Maru, các tàu tuần dương bị 97 máy bay của Lực lượng Đặc nhiệm 38 từ các tàu sân bay Saratoga và Princeton tấn công. Noshiro trúng phải một quả ngư lôi Mark 13 nhưng may mắn là nó tịt ngòi.
Từ ngày 12 tháng 11 năm 1943, Noshiro trợ giúp con tàu chị em Agano sau khi nó trúng phải ngư lôi từ tàu ngầm Scamp; Noshiro đã kéo Agano quay về Truk.
Ngày 20 tháng 11 năm 1943, lực lượng Mỹ tiến hành Chiến dịch Galvanic để tấn công Tarawa nhằm tái chiếm quần đảo Gilbert bằng một lực lượng lên đến 200 tàu chiến bao gồm 13 thiết giáp hạm và 11 tàu sân bay. Noshiro phản ứng lại khi khởi hành từ Truk cùng với các tàu tuần dương Suzuya, Kumano, Chokai và Ōyodo cùng nhiều tàu khu trục. Vào ngày 1 tháng 1 năm 1944 nhóm này bị máy bay từ các tàu sân bay Bunker Hill và Monterey tấn công. Một tháp pháo của Noshiro bị đánh trúng nên tạm thời bị loại khỏi vòng chiến cùng mười người thiệt mạng.
Ngày 19 tháng 1 năm 1944, Noshiro được tách ra từ Truk để đến giúp đỡ tàu sân bay Unyō sau khi nó trúng phải ngư lôi từ tàu ngầm Haddock bằng cách kéo nó quay về Saipan. Noshiro tiếp tục đi đến Yokosuka, Kanagawa, vào ụ tàu ngày 1 tháng 2 năm 1944 để sửa chữa và tái trang bị. Nó được bổ sung sáu khẩu đội phòng không 25 mm Kiểu 96 ba nòng và tám khẩu đội nòng đơn, đưa tổng số pháo 25 mm lên 32 nòng (8×3) (8×1).　

### Trận chiến biển Philippine
Việc tái trang bị hoàn tất vào ngày 28 tháng 3 năm 1944, cho phép Noshiro khởi hành đi Davao và Lingga vào ngày 5 tháng 4 năm 1944 cùng các tàu tuần dương Atago, Takao và Chokai thuộc Hải đội Tuần dương 4 cùng Myoko và Haguro của Hải đội 5 và tàu khu trục Harusame.
Đội tàu tuần dương bị tàu ngầm Mỹ Dace tấn công nhưng cả sáu quả ngư lôi trước mũi đều trượt, rồi lại bị tàu ngầm Darter trông thấy, nhưng không thể chiếm được vị trí thuận lợi để tấn công. Tương tự, đội tàu tuần dương còn bị phát hiện khi ra khỏi vịnh Davao vào ngày 7 tháng 4 năm 1944 bởi tàu ngầm Scamp nhưng không thể tấn công, và bởi chiếc Gurnard vào ngày 18 tháng 5 năm 1944 vốn đã bắn toàn bộ sáu quả ngư lôi trước mũi nhưng một lần nữa tất cả đều bị trượt.
Noshiro đã có mặt trong "Chiến dịch A-Go", Trận chiến biển Philippine vào ngày 19 tháng 6 năm 1944, nơi nó là soái hạm của Chuẩn Đô đốc Mikio Hayakawa.
Từ cuối tháng 6 đến đầu tháng 7 năm 1944, Noshiro một lần nữa vào ụ tàu tại Kure, Hiroshima để tái trang bị. Nó được bổ sung thêm hai khẩu đội phòng không 25 mm Kiểu 96 ba nòng ở giữa tàu, nâng tổng số pháo 25 mm lên 48 nòng (10×3, 18×1); cùng một bộ radar dò tìm trên không Kiểu 13 và dò tìm mặt đất Kiểu 22. Ngày 8 tháng 7 năm 1944, Noshiro rời Kure cùng các tàu khu trục vận chuyển binh lính và tiếp liệu đến Singapore, và ở lại trong khu vực này tiến hành huấn luyện trong ba tháng tiếp theo sau.

### Hải chiến vịnh Leyte
Ngày 18 tháng 10 năm 1944, Noshiro được lệnh đi đến Brunei nhằm chuẩn bị cho Trận chiến vịnh Leyte, vốn bắt đầu vào ngày 22 tháng 10 năm 1944. Đảm nhiệm vai trò soái hạm của Hải đội Khu trục 2, Noshiro khởi hành cùng với Lực lượng Tấn công Cơ động thứ nhất của Đô đốc Kurita (Lực lượng Trung tâm). Trong trận chiến biển Sibuyan vào ngày 24 tháng 10 năm 1944, Lực lượng Trung tâm bị tấn công tổng cộng 11 đợt với hơn 250 máy bay của Lực lượng Đặc nhiệm 38 từ các tàu sân bay Essex, Lexington, Intrepid, Cabot, Franklin và Enterprise. Mặc dù thiết giáp hạm Musashi bị đánh chìm và Yamato, Nagato, Haruna, Myoko cùng Tone bị hư hại, Noshiro vẫn được an toàn.
Ngày hôm sau, trong trận chiến ngoài khơi Samar, Noshiro bắn trúng chiếc tàu sân bay hộ tống White Plains với nhiều phát đạn pháo 152 mm (6 inch), nhưng bản thân nó cũng trúng một quả đạn pháo 127 mm (5 inch) từ một tàu khu trục Mỹ. Đến ngày 26 tháng 10 năm 1944, về phía Tây Panay, Lực lượng Trung tâm của Kurita bị 80 máy bay ném bom-ngư lôi Grumman TBM-1C Avenger từ các tàu sân bay Wasp và Cowpens tấn công. Một quả bom đã phát nổ trên hầm đạn pháo phòng không của Noshiro, phát sinh một đám cháy nhưng được dập tắt nhanh chóng.
Trong đợt tấn công thứ hai, thêm sáu chiếc Avenger nhắm vào Noshiro với những quả ngư lôi nhưng tất cả đều trượt; nhưng trong đợt thứ ba một chiếc Avenger tung một quả ngư lôi Mark 13 đã đánh trúng phòng nồi hơi số 3. Nó bị ngập nước ngay lập tức, và phòng nồi hơi số 1 tiếp tục bị ngập không lâu sau đó. Nước tràn vào làm tắt tất cả các nồi hơi của Noshiro, và nó từ từ dừng lại với độ nghiêng 16 độ qua mạn trái.
Trong khi các sửa chữa khẩn cấp được thực hiện và Noshiro chết đứng giữa biển, tàu khu trục Hamanami cặp vào bên cạnh và giúp di tản Chuẩn Đô đốc Hayakawa, sau đó ông được chuyển sang thiết giáp hạm Yamato. Đến 10 giờ 14 phút, một đợt tấn công thứ tư với 28 máy bay ném bom-ngư lôi TBM và máy bay ném bom bổ nhào SB2C-3 Helldiver từ tàu sân bay Hornet đã đánh trúng thêm một quả ngư lôi bên mạn phải bên dưới tháp pháo số 2 của Noshiro. Các pháo thủ phòng không sau đó cho rằng họ đã bắn rơi sáu máy bay đối phương trong đợt tấn công này. Thuyền trưởng Kajiwara ra lệnh cho làm ngập hầm đạn phía trước trong một nỗ lực làm cân bằng độ nghiêng con tàu. Năm phút sau, khi sàn tàu phía trước ngập nước và độ nghiêng không ngừng tăng lên, Kajiwara buộc phải ra lệnh bỏ tàu. Lúc 11 giờ 13 phút, Noshiro chìm tại tọa độ 11°42′B 121°41′Đ / 11,7°B 121,683°Đ phía Nam Mindoro. Các tàu khu trục Akishimo và Hamanami vớt được Thuyền trưởng Kajiwara cùng 328 người sống sót.
Noshiro được rút khỏi danh sách Đăng bạ Hải quân vào ngày 20 tháng 12 năm 1944.

## Danh sách thuyền trưởng
- Yoshioki Tawara (sĩ quan trang bị trưởng): 1 tháng 5 năm 1943 - 30 tháng 6 năm 1943
- Yoshioki Tawara: 30 tháng 6 năm 1943 - 15 tháng 12 năm 1943
- Sueyoshi Kajiwara: 15 tháng 12 năm 1943 - 26 tháng 10 năm 1944